# Panciu
Panciu è una città della Romania di 8 802 abitanti, ubicata nel distretto di Vrancea, nella regione storica della Moldavia. 
Fanno parte dell'area amministrativa anche le località di Crucea de Jos, Crucea de Sus, Dumbrava, Neicu e Satu Nou.
Negli anni '90 il sindaco era Fanel Buda (successivamente Fanel Panciu)